# Black Patch Tobacco Wars
Die Black Patch Tobacco Wars beziehen sich auf Ereignisse, die Anfang des 20. Jahrhunderts Counties im Südwesten Kentuckys und die angrenzenden Bezirke in Tennessee betrafen, einer Gegend, die als Dark Patch bekannt ist. Am 24. September 1904 gründeten amerikanische Tabakpflanzer die Dark Tobacco District Planters' Protective Association of Kentucky and Tennessee (DTDPPA) (deutsch: Schutzgemeinschaft der Pflanzer im Dark Tobacco District von Kentucky und Tennessee) gegen das Monopol der American Tobacco Company (ATC), im Besitz und betrieben von James Buchanan Duke. Beim Tabak handelt es sich um die lokale Spezialität Dark Cured Tobacco, die in der Scheune geräuchert und für Pfeifen-, Kau- und Schnupftabak verwendet wird. Was folgte, war der heftigste zivile Aufstand seit dem Bürgerkrieg. Selbst die New York Times schrieb: "Im US-Bundesstaat Kentucky herrschen nun skandalöse Zustände, die in der Geschichte der Welt ihresgleichen suchen."

## Gründung der Silent Brigade
Die American Tobacco Company (ATC) entstand durch den Zusammenschluss von vielen kleineren Tabakunternehmen und bildete einen Binnenmarkt, in dem der gesamte produzierte Tabak zu einem festen Preis aufgekauft wurde. Verkäufe an Mitbewerber der ATC waren nicht erlaubt. Viele Pflanzer fanden, dass sie ihren Tabak zu den Preisen, die die ATC bot, nicht mehr gewinnbringend verkaufen konnten. Trotz der Gründung einer Schutzgemeinschaft, die das Monopol durch Boykott des Verkaufs von Tabak bekämpfte, bildeten einige militantere Pflanzer die Silent Brigade. Unter der Führung von Dr. David A. Amoss (1857–1915) versuchten sie, Planzer zu terrorisieren, um sie zum Beitritt zur Schutzgemeinschaft und zur Teilnahme am Boykott zu bewegen, also keinen Tabak anzupflanzen oder ihn an die ATC zu verkaufen. Im Jahre 1906 brannte die Silent Brigade Scheunen von ATC in Trenton, Kentucky, nieder und gesprengte die ATC-Lagerhäuser in Elkton, Kentucky, in die Luft.

## Die Night Riders
Am 1. Dezember 1906 überfiel die Silent Brigade (jetzt in der Presse die Night Riders genannt) die Stadt Princeton in Kentucky und brannte die größte Tabakfabrik der Welt nieder. Am 7. Dezember 1907 übernahmen die Night Riders die Kontrolle über die Stadt Hopkinsville und verbrannten die Latham Lagerhalle und das Tandy & Fairleigh Tabaklager. Die New York Times berichtete: "Ganze Städte wurden vom Mob regiert, andere wurden von ihm belagert. Der Terror regierte, und die Night Riders waren von einem Ende des Staates bis zum anderen aktiv."

## Das Ende der Kriege

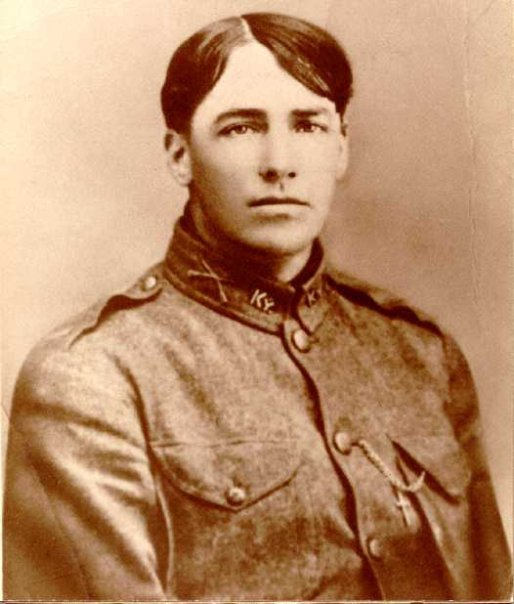
Captain N.J. Wilburn 1908

Schließlich führte im April 1908 die Kentucky Nationalgarde unter dem Befehl von Captain Newton Jasper Wilburn (damals Leutnant) eine Reihe von Razzien gegen die Anführer der Night Riders durch. Auch wenn die meisten der Night Riders der Gerechtigkeit entkamen, kehrten durch Wilberts Aktionen wieder Recht und Ordnung in die belagerte Region zurück.

## Das Gerichtsurteil
Am 9. Mai 1911, entschied der US Supreme Court, dass Dukes Trust ATC ein Monopol sei und damit die Sherman Anti-Trust Act von 1890 verletzte. Der ehemalige Anführer der Silent Brigade Dr. Amoss begleitete daraufhin seinen Sohn, der ebenfalls Arzt war, nach New York, wo er in einer renommierten medizinischen Einrichtung eine Stelle annahm.

## Verarbeitung in Literatur und Musik
- Night Rider (Roman), von dem amerikanische Schriftsteller Robert Penn Warren, ist eine fiktive Darstellung des Black Patch Tobacco Wars
- die Hip-Hop-Band Common Market aus Seattle  gab 2008 das Album Black Patch War heraus